# Вес Монтгомері
Вес Монтгомері (англ. Wes Montgomery, справжнє ім'я — Джон Леслі Монтгомері, англ. John Leslie Montgomery, 6 березня 1923 — 15 червня 1968) — американський джазовий гітарист.

## Біографія
Народився в місті Індіанаполіс, штат Індіана, 6 березня 1923 року. У сім'ї він був п'ятою дитиною. Пізніше, після розлучення батьків, маленький Вес з братами і батьком переїхав в Коламбус, штат Огайо. Коли Весу Монтгомері було 13 років, двоє з його братів, Бад і Монк, вже щосили грали джаз в місцевих ансамблях. Тоді ж Монк подарував Весу Монтгомері іграшкову дитячу 4-струнну гітару. Як згадував Монк значно пізніше, у Веса непогано виходило грати на ній. Проте далі за швидкоплинне дитяче захоплення справа не пішла, гітара виявилася незабаром забутою. Єдине, що дало Весу Монтгомері його недовге захоплення — це знайомство з творчістю Чарлі Крісчена, гітариста, чия гра і примусила Веса Монтгомері згодом серйозно взятися за інструмент. Він сильно розширив арсенал прийомів Чарлі Крісчена, першим що почав використовувати октавну техніку.
У 17-річному віці Вес Монтгомері з братами повернулися до рідного Індіанаполіса. Там Вес влаштувався працювати зварювачем, а в 1943 році, двадцяти років від народження, він одружувався. І в той же рік Вес Монтгомері купив собі гітару і підсилювач. Протягом наступних п'яти років Вес Монтгомері багато грав в клубах Індіанаполіса вечорами, водночас цілими днями працюючи зварювачем, щоб прогодувати сім'ю. У 1948-50 роках він приєднався до оркестру Лайонела Гемптона (Lionel Hampton), у складі якого об'їздив всю країну. Після закінчення контракту з Лайонелом Гемптоном у Веса Монтгомері з'явилися хороші перспективи музичного зростання, проте він ними не скористався, а повернувся до рідного Індіанаполіса до своєї сім'ї. Саме там, узагальнюючи і осмислюючи досвід гри в оркестрі Лайонела Гемптона, протягом наступних дев'яти років Вес Монтгомері і створив свій знаменитий стиль гри, заснований не тільки на грі одноголосних соло, але і на використанні октавних інтервалів і акордів для прикраси мелодії.
У 1959 році в рамках всеамериканського турне в Індіанаполісі гастролював Джуліан «Кеннонболл» Еддерлі. Відомий майстер саксофона був приголомшений грою «гітарної легенди Індіанаполіса» Веса Монтгомері. За допомогою Еддерлі Вес укладає контракт із студією Riverside. І в 1959 році, у віці 35 років, Вес Монтгомері приступає до роботи над своїм першим альбомом. Протягом наступних п'яти років Вес Монтгомері багато записувався з провідними джазовими музикантами США. У 1964 році компанія Riverside збанкрутіла, і Вес Монтгомері перейшов під заступництво Verve Records. Всі ріверсайдівські записи були перевидані у вигляді масивного (12 CD) бокс-сета.
Незадовго до того в родині Монтгомері народилася сьома дитина, і необхідність забезпечувати дружину і дітей примусила Веса Монтгомері обернутися у бік комерційнішої музики. У 1964-68 роках Verve Records випустила серію першокласних альбомів Веса Монтгомері в стилі R'n'B, на яких вишукані гітарні соло послужили чудовою прикрасою до звучання таких поп-мелодій, як Sunny (та сама, яку згодом використовували Boney M), бітловських «Eleanor Rigby» і «A Day In The Life» і багато інших.
У 1967 році Монтгомері уклав контракт з Крідом Тейлором (А&М) і записав три альбоми-бестселери (1967—1968). Це знов були нехитрі поп-мелодії, і знов у супроводі струнних і дерев'яних духових. Джаз-фени гітариста не на жарт зажурилися, але саме ці записи мали непоганий радіоефір і сприяли залученню до круга любителів джазу тих самих широких мас. Живі ж виступи Веса цього періоду були саме живими, зовсім у дусі ранніх ріверсайдовських сешенів.
Постійна робота в студії підірвала здоров'я Веса Монтгомері. З 1959 по 1968 Вес Монтгомері записав близько 20 альбомів, точну цифру назвати складно, дещо з його записів тоді не випускалося, досі видаються альбоми, що не виходили в 60-х роках. У нього були проблеми з серцем, про які він не розповідав в сім'ї. У 1968 році Уес Монтгомері повернувся до Індіанаполісу, щоб пройти курс лікування у свого лікаря. Проте лікар не зміг врятувати свого підопічного — 15 червня 1968 року Вес Монтгомері помер від інфаркту.
Його вплив і сьогодні нерідко відчувається в грі гітаристів.

## Дискографія
- 1957 Fingerpickin' / Pacific Jazz
- 1958 Montgomery Brothers / Pacific
- 1958 Kismet / acific Jazz
- 1958 Far Wes / Pacific Jazz
- 1959 Yesterdays / Milestone
- 1959 The Wes Montgomery Trio (Riverside)
- 1959 Guitar on the Go / Original Jazz
- 1959 Pretty Blue / Milestone
- 1960 The Incredible Jazz Guitar of Wes Montgomery (Riverside)
- 1960 Movin' Along (Riverside)
- 1960 The Alternative Wes Montgomery / Milestone
- 1960 Encores / Milestone
- 1961 So Much Guitar / Original Jazz
- 1961 Recorded Live at Jorgie's Jazz Club / VGM
- 1961 Live at Jorgie's and More / VGM
- 1961 Wes and Friends / Milestone
- 1962 At Tsubo-Berkeley, California [live]
- 1962 Full House [Riverside] / Original Jazz
- 1963 Fusion! Wes Montgomery with Strings / Original Jazz
- 1963 Boss Guitar / Riverside
- 1963 Portrait of Wes / Original Jazz
- 1964 Movin' Wes / Verve
- 1964 Talkin' Verve: Roots of Acid Jazz / Verve
- 1964 Verve Jazz Masters 14 / Verve
- 1965 Live in Paris / France's Conce
- 1965 Impressions / Affinity
- 1965 Solitude / Affinity
- 1965 Full House [Le Jazz] / Le Jazz
- 1965 Small Group / Re*cordingsVerve
- 1965 Bumpin' / Verve
- 1965 Smokin' at the Half Note / Verve
- 1965 Willow Weep for Me / Verve
- 1965 Goin' out of My Head / Verve
- 1965 Live in Europe / Philology
- 1966 Tequila / Verve
- 1966 California Dreaming / Verve
- 1966 Futher Adventure of J. Smith and W…. / Verve
- 1967 A Day in the Life / A&M
- 1967 Down Here on the Ground / A&M
- 1968 Road Song / A&M
- 1970 Eulogy / Verve
- 1992 The Artistry of Wes MontgomeryRiverside
- 1998 Jazz Guitar [live] / Delta
- 1999 Live at Ronnie Scott's / DCC
- Guitar Tapestry / Project 3
- Jimmy and Wes the Dynamic Duo / Verve

### Компіляції
- 1957 Beginnings / Blue Note
- 1957 Easy Groove / Pacific Jazz
- 1957 A Portrait of Wes Montgomery / Pacific
- 1959 The Complete Riverside Recordings [Box Set] / Riversidex
- 1960 While We're Young / Milestone
- 1960 Groove Brothers / Milestone
- 1960 Wes's Best / Fantasy
- 1960 Movin' / Milestone
- 1960 Encores, Vol. 1: Body and Soul / Milestone
- 1960 Wes' Best / Fantasy
- 1962 Encores, Vol. 2: Blues 'N' Boogie / Milestone
- 1964 Plays the Blues / Verve
- 1964 Ultimate Wes Montgomery / Verve
- 1965 Impressions: The Verve Jazz Sides / Verve Jazz Mas
- 1965 The Silver Collection / Verve
- 1965 Classic Sound of Wes Montgomery / Accord
- 1965 Round Midnight / Charly
- 1965 Straight No Chaser / Bandstand
- 1965 Just Walkin' / Verve
- 1967 Greatest Hits / A&M
- 1967 Classics, Vol. 22 — Wes Montgomery / A&M
- 1968 The Best of Wes Montgomery, Vol. 2 / Verve
- 1987 Compact Jazz / Verve
- 1992 Wes Montgomery and Friends with Milt… / Milestone
- 1993 The Best of Wes Montgomery / Cema Special M
- 1994 Jazz 'round Midnight / Verve
- 1996 Twisted Blues / Jazz Hour
- 1997 Jazz Masters / EMI Jazz
- 1998 Midnight Moods / /Import
- 1999 Dangerous / Milestone
- 2000 Les Incontournables / Wea Internatio
- The Best of Wes Montgomery, Vol. 1 / Verve
- Wes Montgomery [Giants of Jazz #2] / Giants of Jazz
- Wes Montgomery [Giants of Jazz #1] / Giants of Jazz
- Wes Montgomery with Melvin Rhyne / Giants of Jazz

1. ↑  Find a Grave — 1996.